# Kayle Browning
Kayle Browning (Conway, 9 de julio de 1992) es una deportista estadounidense que compite en tiro, en la modalidad de tiro al plato. Participó en los Juegos Olímpicos de Tokio 2020, obteniendo una medalla de plata en la prueba de foso.

## Palmarés internacional
| Juegos Olímpicos | Juegos Olímpicos | Juegos Olímpicos | Juegos Olímpicos |
| Año              | Lugar            | Medalla          | Prueba           |
| ---------------- | ---------------- | ---------------- | ---------------- |
| 2020             | Tokio (Japón)    | Medalla de plata | Foso             |